# Fluminense FC
Fluminense Football Club je brazilský fotbalový klub sídlící v Rio de Janeiro. Patří mezi tradiční celky jak v brazilské nejvyšší celostátní soutěži Série A, tak i v státní soutěži Ria de Janeiro zvané Campeonato Carioca. Mezi fanoušky je přezdíván zkráceně jako Flu či Fluzão (Velké Flu). 
Fluminense byl první fotbalový klub založený v Rio de Janeiro, který vytvořili mladí Brazilci a Angličané z města v čele s Oscar Cox. Do Rio de Janeiro přišel v roce 1897 ze švýcarského Lausanne, kde vystudoval humanitní vědy. Ve městě strávil pět let rozvojem vytvoření fotbalového týmu, sportu v Brazílii téměř neznámého.c
Klub byl založen 21. července 1902 ve čtvrti Laranjeiras, kde se dodnes nachází sídlo týmu a stadion. V roce 1906 Fluminense spolu s Bangu a Botafogo vytvořilo fotbalové mistrovství Carioca a tým Laranjeiras byl prvním, kdo turnaj vyhrál.
Poté, co vyhrál pět státních titulů, klub prochází rozdělením a devět hlavních hráčů opouští tým a tvoří fotbalové oddělení Clube de Regatas do Flamengo, klubu v sousední čtvrti. Tento zápas vytváří jedno z největších derby v brazilském fotbale, "Fla-Flu".
Mezi jejich úhlavní rivaly patří kluby Botafogo, Flamengo a Vasco da Gama. Fluminense hraje tradičně v červeno-zelených dresech, které bývají různě doplněny bílou barvou (odtud také další pojmenování Tricolor – Tříbarevní). Patří k nejúspěšnější klubům Brazílie, vyhrál 4× brazilskou ligu, 1× brazilský pohár, 33× státní soutěž Ria de Janeiro a 1x Pohár osvoboditelů.
V minulosti hrály za Fluminense ikony světové kopané jako Ademir, Altair, Carlos Alberto Torres,Castilho, Didi, Gérson nebo Rivellino. Později také Deco, Fred, Marcelo, Romário, Thiago Silva a na sklonku kariéry i Ronaldinho.

## Úspěchy
- vítěz Copa Rio: 1952
- vítěz Pohár osvoboditelů: 2023
- vítěz Brazilská liga - Série A: 1970, 1984, 2010 a 2012
- vítěz Brazilský pohár: 2007
- vítěz Carioca liga: 1906, 1907, 1908, 1909, 1911, 1917, 1918, 1919, 1924, 1936, 1937, 1938, 1940, 1941, 1946, 1951, 1959, 1964, 1969, 1971, 1973, 1975, 1976, 1980, 1983, 1984, 1985, 1995, 2002, 2005, 2012, 2022 a 2023

## Známí hráči
| - Abel Braga - Ademir - Altair - Assis - Belletti - Branco - Carlos Alberto Torres - Carlos Castilho - Darío Conca - Deco - Didi - Diego Cavalieri - Dirceu - Edinho - Emerson - Faustino Asprilla - Felipe Melo - Félix - Fred - Germán Cano - Gérson | - Gil - Hércules - Jhon Arias - Magno Alves - Marcelo - Mário Zagallo - Marco Antônio - Paulo César Caju - Paulo Henrique Ganso - Pinheiro - Renato Gaúcho - Ricardo Gomes - Roberto Rivelino - Romário - Romerito - Ronaldinho - Telê Santana - Tim - Thiago Neves - Thiago Silva - Waldo Machado |